# Rechma

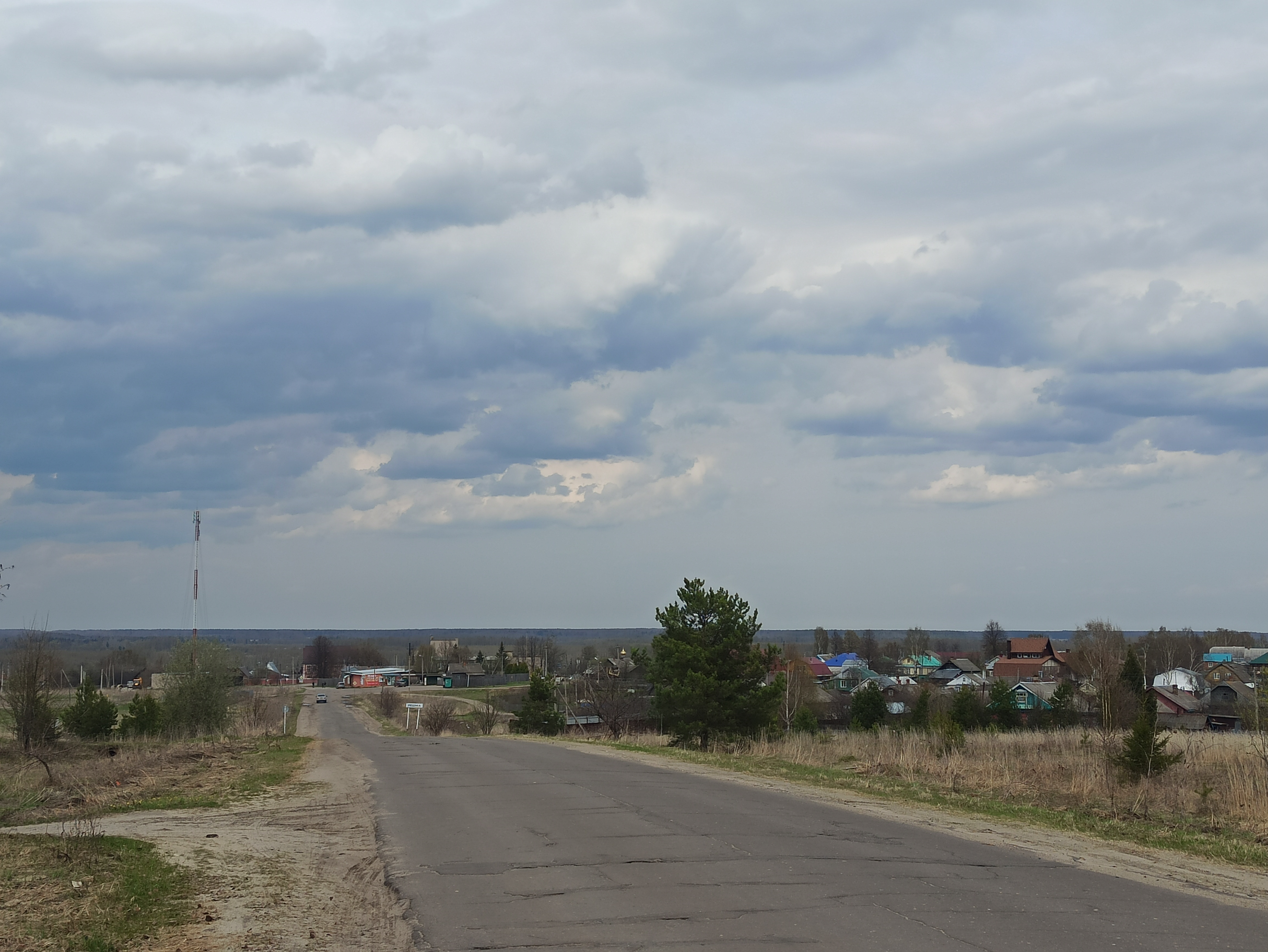
Vue du village.

Rechma (Ре́шма) est un village en Russie situé dans le raïon de Kinechma de l'oblast d'Ivanovo. Il comptait 911 habitants en 2010.

## Géographie
Le village se trouve à 26 kilomètres de la ville de Kinechma sur le chemin de Iourievets sur une hauteur de la rive droite de la Volga. En aval, coule la rivière Rechemka.

## Étymologie
La sloboda (aujourd'hui village) prend son nom de la rivière Rechma (aujourd'hui Rechemka), nom qui a une origine finno-ougrienne. La finale en ma se rencontre souvent pour les rivières et divers cours d'eau dans les territoires actuels des oblasts de  Iaroslavl, Kostroma et Ivanovo.

## Histoire
Différentes sources datent la fondation de cette localité de la période du joug mongolo-tatar,. Sans mention écrite ou fouilles archéologiques antérieures (la zone première de peuplement a été couverte par les eaux de la Volga en 1956 après la construction d'un barrage), on estime qu'elle a été fondée en 1593-1594, d'après les premiers documents écrits. L'historien régional Zontikov estime quant à lui que son peuplement s'est effectué au XIVe – XVe siècles, pour former une colonie de pêcheurs. Une source importante est la Nouvelle Chronique de 1608, lorsque le village se soulève contre le second faux Dimitri de même que le font les autres villages de la Haute-Volga. Ayant remporté la victoire, les habitants font ériger en action de grâces le monastère Saint-Macaire de Rechma qui rayonna dans toute la région. Détruit dans les années 1920-1940, il renaît aujourd'hui sous la forme d'une petite communauté monastique féminine installée un peu plus loin que son emplacement originel.
Au printemps 1612, la région participe à la défense de Minine et Pojarski contre l'envahisseur polonais.

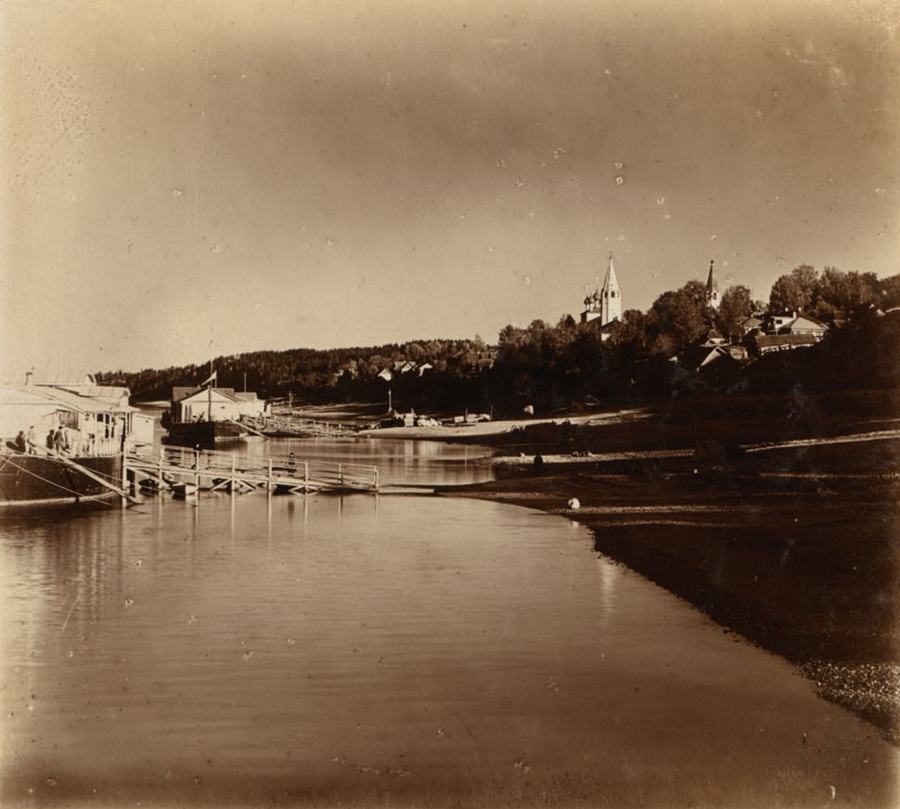
La sloboda de Rechma, photographiée par Sergueï Prokoudine-Gorski en 1910. L'église de la Résurrection (1754) est à cinq bulbes et à droite on distingue le clocher de l'église d'hiver.

Au début du XXe siècle, Rechma, par sa situation pittoresque au-dessus de la Volga, est visitée par des citadins en villégiature et des peintres comme Isaac Levitan qui en font des dessins, des croquis ou des tableaux. La partie ancienne est noyée sous les eaux en 1956 lorsque est construit le barrage de Nijni Novgorod. À l'époque soviétique, un sovkhoze important de production de volailles fait le renom du lieu.